# Синещёкий амазон
Синещёкий амазон (лат. Amazona dufresniana) — птица семейства попугаевых.

## Внешний вид
Длина тела 36 см, хвоста 12 см. Основная окраска зелёная. Оперение верхней части туловища с чёрным окаймлением. По крылу проходит оранжевая полоса. На щеках и горле — синие пятна, уздечка и лоб оранжево-жёлтого цвета. Клюв черноватого цвета. Радужка оранжевая. Лапы серые.

## Распространение
Обитает на юго-востоке Венесуэлы, северо-востоке Бразилии, в Суринаме и Гайане.

## Образ жизни
Населяют влажные тропические сельвы вдоль рек, прибрежные леса, мангровые заросли до высоты 800—1700 м над уровнем моря.
Редок.